# كارمن إلمكييس
كارمن إلمكييس  أموس (بالعبرية: כרמן אלמקייס עמוס، ولدت في 17 شباط عام 1979)، ناشطة اجتماعية وسياسية ومهرجة طبية ومخرجة. وهي مؤسسة حركة «ليس لطيفاً» الاجتماعية ومؤسسة (العصر الذهبي) الحركة السياسية للمزراحيين. ترشحت لانتخابات الكنيست في نيسان عام 2019 عن حزب غيشر بقيادة أورلي ليفي أبيكاسيس.

## النشأة والعائلة
وُلدت إلمكييس  في عسقلان، والداها هما مايكل إلمكييس  ورينا أموس وقد هاجرا من المغرب إلى إسرائيل. كان والدها ناشطاً اجتماعياً مزراحياً، شارك في أعمال شغب وادي صليب وكان مؤسساً لحزب غيشر السياسي في عام 1992، وترشح سابقاً للكنيست، أما والدتها فقد كانت تعمل خياطةً، كانت كارمن واحدةً من أطفالهما البيولوجيين الثمانية بالإضافة إلى طفل آخر تبنياه، نشأت إلمكييس  في حي شيكونيم أو هارلم كما كان يُطلق عليه قاطنوه، درست في المرحلة الابتدائية في مدرسة رامبام الدينية المحلية، لكنها نُقلت في المرحلة المتوسطة إلى رونسون وهو مشروع تكامل إقليمي، وهناك شعرت بعدم الانتماء، أما في المرحلة الثانوية فقد تقرر إرسالها إلى أورت نيغيف وهي مدرسة ثانوية تجارية، حيث كان من المفترض أن تتعلم لتصبح مشرفة رعاية للأطفال. أدركت كارمن رغم صغر سنها أن أطفال يهود المزراحي يرسلون إلى مدارس تجارية ليصبحوا مصففي شعر أو كهربائيين، بينما يرسل مراهقو يهود الأشكناز إلى مدراس تؤهلهم لدخول الجامعات. قررت ألا تكمل في هذا وتركت المدرسة في سن السادسة عشر. وفي النهاية تقدمت لامتحانات الشهادة الثانوية من تلقاء نفسها، وتابعت تعليمها العالي في الفنون وهو المجال الذي كانت ترغب به، أتمت شهادتها الجامعية الأولى في السينما في كلية كينيت الأكاديمية.
انتقلت إلمكييس  إلى تل أبيب حين بلغت السابعة عشر من عمرها لتعيش مع أختها الكبرى، وبدأت تعمل في متجر بالقرب من مركز ديزنغوف. وفي أحد أيام العام 1994 وأثناء الانتظار في طابور الصراف الآلي انفجرت قنبلة وكان هذا تفجيراً انتحارياً في مركز ديزنغوف، قُتل فيه 14 شخصاً وأصيب أكثر من 120 آخرين. أصيبت إلمكييس بجروح طفيفة لكنها عانت من صدمة شديدة وقد استغرقت عدة سنوات حتى يعاد تأهيلها، وسُرحت من الخدمة العسكرية الإلزامية. لم تتمكن من متابعة تعليمها إلا بعد إكمال إعادة التأهيل. قامت إلمكييس  بحضور عدة دورات أخرى في الفن بالإضافة إلى شهادتها في السينما، ومن بين تلك الدورات تعلمت كيف تكون مهرجة طبية.

## النشاط الاجتماعي
بدأت إلمكييس  نشاطها في حركة المزراحي النسوية «أختي- من أجل النساء في إسرائيل». وقد عُينت مديرة مشروع لتحالف ليبي باميزراش (قلبي في الشرق) بعد عامين من عملها التطوعي، وهذه المجموعة تحتضن أكثر من ثلاثين منظمة ثقافية مزراحية. وفي ظل هذا المشروع المتعدد الثقافات تُعقد «ليلة الثقافة السوداء» كل عام كاحتجاج على «الليلة البيضاء للثقافة» التي تقيمها بلدية تل أبيب في الأحياء الثرية للأشكناز البيض. وهذا بهدف تسليط الضوء على الإهمال والجريمة والتلوث وتجارة المخدرات وغيرها من القضايا المرتبطة بأحياء المزراحيين والأفارقة في جنوب تل أبيب. وقد كانت مخرجة إلى جانب شولا كيشت، وفي اللجنة التوجيهية لمهرجان الثقافة السنوي لـ ليبي باميزراش.
كانت إلمكييس  واحدةً من مؤسسي حركة «ليس لطيفًا» التي تضم مجموعة من الناشطين من الأحياء المزراحية، وقد تنظم هؤلاء لوضع مشاكل المزراحيين على جدول الأعمال العام. وتتمثل أهداف هذه المجموعة في تقليص الفجوات الاجتماعية والطبقية وتحسين الإسكان العام ومعالجة نقص المنازل في إسرائيل والقضاء على الفقر. توجد إلمكييس  وغيرها من أعضاء المجموعة بشكل كبير في المظاهرات وأعمال شغب الشوارع (مثل تغيير أسماء الشوارع إلى أسماء مزراحية) وغيرها من أشكال الاحتجاج. إن اسم الحركة هو عبارة عن استرجاع لمقولة شهيرة صادرة عن رئيسة الوزراء آنذاك غولدا مائير حول حركة العدالة الاجتماعية المزراحية «النمر الأسود» في سبعينيات القرن الماضي، إذ عبرت عن رفضها لهم بقولها: «إنهم ليسوا لطيفين».
كثيراً ما يُشار إلى إلمكييس  في الصحافة باسم «النمرة السوداء» وهذا يرجع إلى أسلوبها الاحتجاجي الصريح وغير المساوم ورفضها التراجع وهويتها الخاصة مع حركة النمر الأسود الإسرائيلية.
قُبض على إلمكييس  مع الناشط الاجتماعي صابر سلوتسكر عمران في عام 2013 أثناء وجودهما في مظاهرة ضد إيقاف إعانات رعاية الأطفال وغيرها من تدابير التقشف التي أثرت على الطبقات الفقيرة. نُظمت المظاهرة أمام منزل يائير لابيد وزير المالية آنذاك. أصيبت إلمكييس  بجروح أثناء اعتقالها الذي كان عنيفاً. وتقدمت بشكوى ضد شرطي كان قد ركلها بالإضافة إلى التحرش الجنسي والضرب. بدأت جلسة خاصة في الكنيست في لجنة الشؤون الداخلية والبيئة بعد إطلاق سراحها من السجن، وشاركت في تلك الجلسة عدة نساء من أعضاء الكنيست، ودعت فيها الناشطات النسويات من جميع الأطراف السياسية ليشهدوا بعنف الشرطة ضد المتظاهرات. ثم قادت إلمكييس عدة مظاهرات ضد عنف الشرطة.
بدأت إلمكييس  ومجموعة «ليس لطيفًا» في التحرك ضد عمليات إخلاء سكان جفعات بيت أمل في تل أبيب عام 2014. فقام أعضاء المجموعة بتحصين أنفسهم في المساكن المحلية من أجل منع الإخلاء، وقد نظموا احتجاجات أمام منازل عمالقة الأعمال والعقارات إسحاق تشوفا وعائلة كوزينوف. تعرضت إلمكييس  وناشطون آخرون للضرب والاعتقال.
اقتحمت إلمكييس  مع مجموعة من النساء اللواتي كن على قائمة انتظار الإسكان العام جلسة للجنة الشؤون الداخلية والبيئة في الكنيست عام 2016، وسجلت عدة مقاطع فيديو لشهادات النساء حول تعرضهن للتحرش الجنسي من قبل العاملين في شركة عميدار المسؤولة عن الإسكان العام. وقد شاركت عضو الكنيست أورلي ليفي أباكسيس في الإنتاج، ونشرت الأفلام في وسائل الإعلام ما أسفر عن تعيين لجنة لتُحقق في المسألة.
كان اهتمامها يتمحور حول الإسكان العام منذ عام 2012، وقد عملت مع ناشطين بارزين في هذا المجال مثل ريكي كوهين بنلولو وأفيغائيل بيتون وميتال كوهين، كما قادت وشاركت في تظاهرات أمام منازل رئيس الوزراء ووزير الإسكان والمدراء التنفيذيين في عميدار، وقد جعلوا الصحافة تهتم بهذه القضايا وأثاروها في اجتماعات لجنة الكنيست. كما فضحت إلمكييس  جنباً إلى جنب مع أعضاء مجموعة «ليس لطيفاً» وناشطين مزراحيين آخرين الفساد والممارسات غير القانونية لشركة عميدار.
أقامت إلمكييس  في عام 2018 معرضاً لصور نساء مع شهادات عن الإسكان العام، سمي المعرض بـ "Leviot" (اللبؤات)، سردت فيه قصصاً عن الاغتصاب والابتزاز والتحرش من قبل المسؤولين الحكوميين ووكلاء الإسكان. أوضحت إلمكييس  أنها حين بدأت العمل مع النساء حول موضوع الإسكان العام سمعت عن حوادث مختلفة، لكنها أدركت فيما بعد أن الأمر كان ممنهجاً، حيث كانت النساء تحت رحمة موظفين عاديين من وكالة الإسكان، فتقرير سلبي واحد منهن قد يسلبهن بيوتهن، قدمت بعض النساء الشكاوى لكن قضاياهن أغلقت. هذا المعرض أنتج بالتعاون مع منتدى الإسكان العام وعضو الكنيست أورلي ليفي أباكسيس، وأقيم في المسرح العربي اليهودي في يافا.
يتضمن نشاط إلمكييس  أيضاً توثيق الجرائم الماضية ضد المجتمع المزراحي في إسرائيل، وتحديداً قضية خطف وبيع الأطفال اليمنيين وغيرهم من المزراحيين في الخمسينيات التي تعرف باسم قضية السعفة، حيث عولج نحو 200 ألف طفل من خلفية مزراحية بجرعات مميتة من الإشعاع للقضاء على مرض السعفة، ما تسبب بموت الكثير منهم أو إصابتهم بالسرطان، الأرشيفات غالباً ما تكون مختومة أو مفقودة بالإضافة إلى ممانعة رسمية لتقديم المعلومات.

## النشاط السياسي
أسست إلمكييس  مع أوفير توبول وروي حسن وغيرهم من الناشطين المزراحيين المجموعة السياسية (العصر الذهبي) في عام 2016. تتلخص أهداف هذه المجموعة بإثارة القضايا الاجتماعية والسياسية التي تؤثر على المزراحيين أمام الهيئة التشريعية وضمان تمثيل مجتمعاتهم المهمشة.
انضمت إلمكييس  لحزب غيشر السياسي الجديد في كانون الثاني عام 2019 والذي ترأسه أورلي ليفي أبيكاسيس. لخوض انتخابات التاسع من نيسان في عام 2019، وتحتل إلمكييس  الرقم ستة على قائمة الحزب، لكن لم يحصل الحزب على العدد المطلوب من الأصوات لدخول الكنيست. أعلن فيما بعد عن انتخابات جديدة في آب من نفس العام حين عجز أي حزب عن تشكيل الحكومة، هذه المرة اتحد حزب غيشر مع حزب العمال برئاسة عمير بيرتس، وإلمكييس  هي رقم عشرة في القائمة الموحدة وهي واحدة من ثلاثة مرشحين فقط لحزب غيشر. يُنظر إلى هذا الاتحاد بين الحزبين على أنه محاولة لضمان أصوات الناخبين المزراحيين من قبل حزب العمال الأشكنازي، ولم يكن مصوتو حزب العمال راضين عن إدراجها على القائمة، وبعد هذا الإعلان امتلأت وسائل التواصل الاجتماعي وعلى نطاق واسع بالكثير من منشورات الكراهية والخطاب العنصري ضد إلمكييس  وبني جلدتها واستمر الجدل لعدة أيام.
ساهمت إلمكييس  أيضاً بإطلاق سراح جوناثان هيلو الذي كان محكوماً بالسجن لمدة عشرين عاماً لقتله رجلًا اغتصبه بشكل متكرر، وبعد عدة محاولات فاشلة للاستئناف أطلق سراح هيلو من قبل مجلس العفو بعد أن قضى ثماني سنوات في السجن.
  كانت إلمكييس  في طليعة المنادين بتحرير أفيرا منغيستو المحتجز عند حركة حماس في حركة تدعى «حرروا منغيستو»، زعمت إلمكييس وغيرها من الناشطين أن الحكومة والصحافة بالكاد تحدثوا عن المسألة لكون أفيرا أسود من الأثيوبيين، على عكس جلعاد شاليط الذي ثار الجميع لأجله وحتى أنهم دخلوا حرباً.
وضعت إلمكييس  في المرتبة العاشرة على اللائحة الموحدة لحزب غيشر والعمال في أب عام 2019 من أجل انتخابات أيلول في عام 2019، وقد ثار الإعلام إثر العدد الكبير نسبياً للمرشحين المزراحيين بالإضافة للمكييس وأورلي ليفي أبيكاسيس، واتُهمت إلمكييس  بأنها معادية للأشكناز لكنها صرحت أن مشكلتها مع العنصريين وليس مع الأشكناز كمجموعة.

## التقدير
أدرج اسم إلمكييس  في عمود Time Out الأسبوعي الذي يحمل عنوان «أشخاص يصنعون تل أبيب» في العام 2017.
وقُدرت من قبل مجلة ليدي غلوبز كواحدة من أهم عشرين ناشطاً إسرائيلياً بارزاً في آذار عام 2018.

## الحياة الشخصية
تُعرّف إلمكييس  نفسها بأنها «مزراحية، امرأة، مثلية، متدينة». إذ تقول إن أهمية الهوية تعتمد على القضية التي تُطرح.
إلمكييس  في علاقة طويلة الأمد، أنجبت ابنتها إيمانويل رينيه في كانون الأول من العام 2018.